# Kæmpe-Biografen
Kæmpe-Biografen er en tidligere biograf og cirkusarena, der i årene fra 1912 til 1917 viste levende billeder på Åboulevarden 5 (ca. det nuværende nr. 15) i København. Bygningen blev opført af bryderen og cirkusdirektøren Magnus Bech-Olsen som cirkusarena under navnet Hippodromen, men skiftede senere navn til Kæmpe-Biografen i forbindelse med, at der blev indført filmfremvisninger under forestillingerne. 

## Historie
Cirkusdirektør Magnus Bech-Olsen lod i 1909 opføre en ny bygning til sit cirkus, Cirkus Bech-Olsen, på Åboulevarden på Frederiksberg på grænsen til Københavns Kommune. Den store bygning havde plads til 2.160 tilskuere. Bygningen fik navnet "Hippodromen" og blev primært benyttet til opvisning af artistnumre til hest. Bech-Olsen fik dog også bevilling til vise levende billeder under forestillingerne. På den måde kunne publikum underholdes, mens artister og heste fik et hvil mellem numrene. Den første filmforevisning i Hippodrom-Biograf fandt sted 2. juledag 1910.
I 1912 blev Theodor Mogensen ansat som ny direktør på Hippodromen, der havde udvidet sine forestillingerne til egentlige cirkusforestillinger med tryllekunstnere, linedansere, klovne m.m. Theodor Mogensen havde forinden drevet Napolis Kinorama Teater på Falkoner Allé, og også filmfremvisningerne blev nu mere fremtrædende. Med ankomsten af Theodor Mogensen skiftede Hippodromen navn til Kæmpe-Biografen, der men en stort opreklameret forestilling åbnede under det nye navn 2. påskedag, den 8. april 1912 med hele fire filmforestillinger. Som hovedattraktion var den danske film Lumpacivagabundus. Forestillingerne er en succes, og allerede på tredjedagen efter åbningen annonceres med, at 15.000 mennesker har besøgt Kæmpe-Biografen.
Allerede i december 1912 forlod Theodor Mogensen Kæmpe-Biografen, og der blev holdt afskedsforestilling den 15. december 1912. Men allerede 2. juledag 1912 genåbnede biografen, nu med C.F. Bokkenheuser som direktør for filmforestillingerne. Cirkus var dog atter hovedattraktionen ved forestillingerne.
Den 1. januar 1914 købte Bokkenheuser bygningen af Bech-Olsen og overtog bevillingen til biograf- og cirkusdriften, og der lægges igen mere vægt på  filmforestillingerne.
Frederiksberg Brandvæsen vurderede i 1916, at kræver Kæmpe-Biografens træbygning var alt for farlig og forlangte biograf- og cirkusdriften indstillet. Bokkenheuser købte herefter en ældre villa i nærheden af H.C. Ørsteds Vej med henblik på nedrivning og opførsel af en ny “kæmpebiograf”. Kæmpe-Biografen havde sin sidste forestilling den 15. april 1917 med visning af Fotoramas Ansigtet lyver. Bokkenheusers nye biograf, Regina Teatret med plads til 600 gæster åbnede den 30. september 1917. 
Bygningerne på Åboulevarden blev efter biografens lukning i 1917 benyttet af kommunen til opbevaring af tørv, indtil den blev revet ned i 1919.